# Kōan (Tennō)

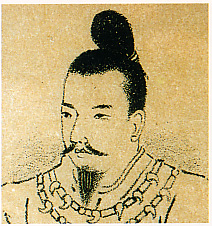
Kōan

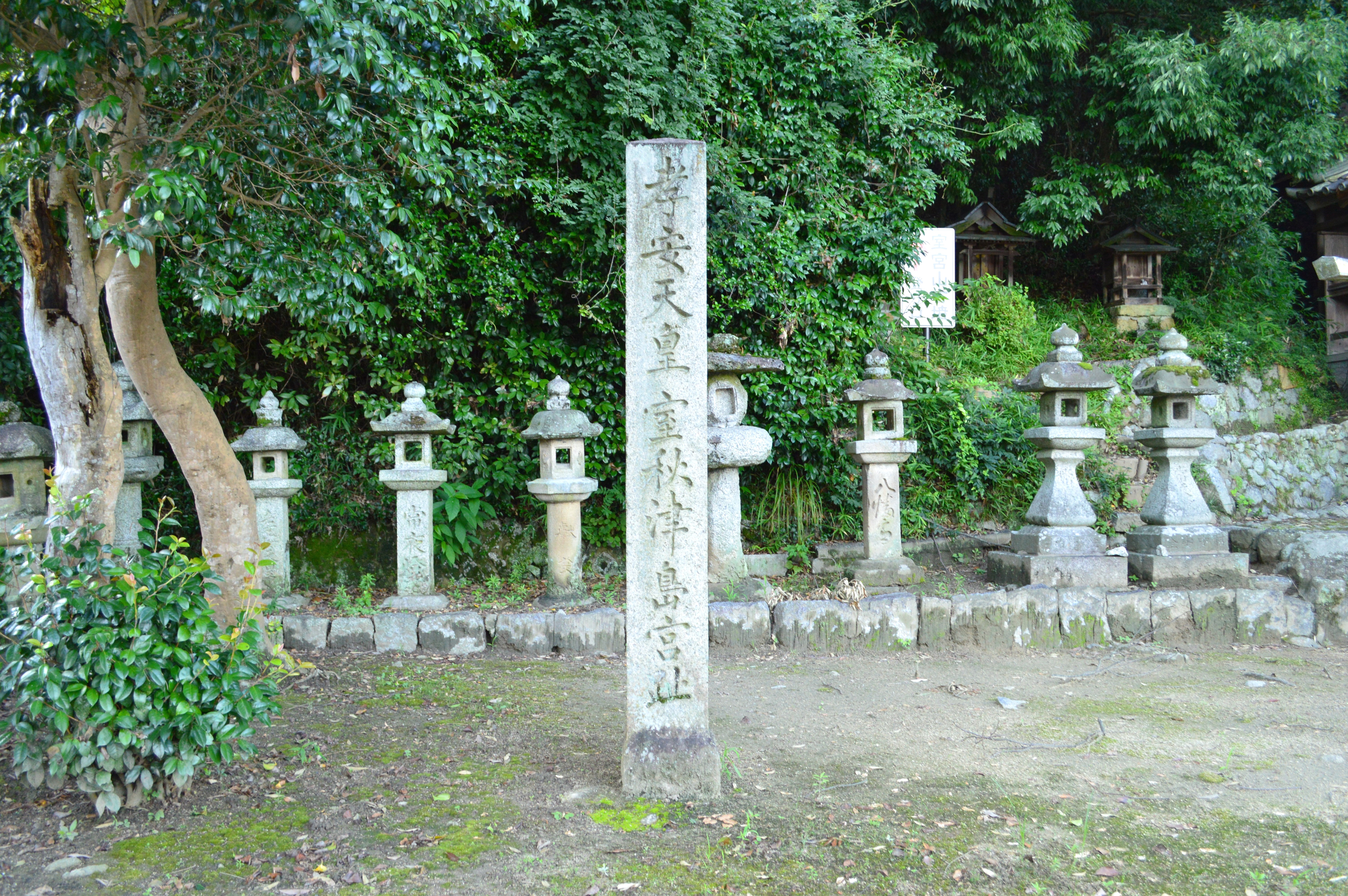
Gedenkstein am Ort des Palastes Akizushima

Kōan (japanisch 孝安天皇, Kōan-tennō; laut Überlieferung * 427 v. Chr.; † 291 v. Chr.) war nach den alten Reichschroniken Kojiki und Nihonshoki der 6. Tennō von Japan (392 v. Chr.–291 v. Chr.). Seine historische Existenz ist zweifelhaft. Er ist einer der „acht undokumentierten Kaiser“ (欠史八代 kesshi hachidai), von denen nur eine skizzenhafte Darstellung bekannt ist.
Sein Eigenname war nach dem Nihonshoki (N) Yamato-tarashi-hiko-kuni-oshi-hito no mikoto (日本足彦国押人尊) und seine Mutter Yoso-tarashi-hime (世襲足媛), nach dem Kojiki (K) hieß er Ō-yamato-tarashi-hiko-kuni-oshi-hito no mikoto (大倭帯日子国押人命) und seine Mutter Yoso-taho-hime no mikoto (余曽多本毘売命). Am 14. Tag des 1. Mondmonats im 68. Regierungsjahr (408 v. Chr.) seines Vaters Kōshō wurde er im Alter von 20 Jahren zum Kronprinz ernannt und übernahm nach dessen Tod am 27. Tag des 1. Mondmonats des Folgejahrs (392 v. Chr.) den Thron.
Kōan regierte im Palast Akizushima (N: 室秋津島宮, K: 葛城室之秋津島宮, (Kazuragi) Muro no Akizushima no miya) in Muro (heute Stadtteil von Gose) im Bezirk Kazuragi. Er nahm seine Nichte als Gemahlin, die nach dem Nihonshoki Oshi-hime (押媛) bzw. nach dem Kojiki Oshika-hime no mikoto (忍鹿比売命) war. Diese gebar Ō-yamato-neko-hiko-futo-ni no mikoto (N: 大日本根子彦太瓊尊, K: 大倭根子日子賦斗邇命). Das Kojiki erwähnt zudem einen älteren Sohn namens Ō-kibi-no-moro-susumi no mikoto (大吉備諸進命).
Er starb nach dem Nihonshoki mit 102 Jahren am 9. Tag des 1. Mondmonats in seinem 102. Regierungsjahr (291 v. Chr.), nach dem Kojiki im Alter von 123 Jahren. Sein Mausoleum (misasagi) ist das Hügelgrab Tamate-no-oka-no-e-no-misasagi (玉手丘上陵, ‚Kaisergrab auf dem Hügel von Tamate‘; 34° 27′ 18″ N, 135° 44′ 56″ O) im Stadtteil Tamade von Gose. Sein Nachfolger wurde Ō-yamato-neko-hiko-futo-ni.
Den Namen Kōan, dessen Schriftzeichen „kindliche Pietät“ und „Frieden“ bedeuten, erhielt er nachträglich, als die japanischen Kaiser begannen, sich chinesische bzw. sinojapanische, oft buddhistisch inspirierte Namen zu geben.